# آدم غودلي
آدم غودلي (بالإنجليزية: Adam Godley)‏ مواليد 22 يوليو 1964 في باكينجهامشير، إنجلترا، المملكة المتحدة، هو ممثل إنجليزي بدأ مسيرته الفنية عام 1974.

## روابط خارجية
- آدم غودلي على موقع IMDb (الإنجليزية)
- آدم غودلي على موقع ألو سيني (الفرنسية)
- آدم غودلي على موقع أول موفي (الإنجليزية)
- آدم غودلي على موقع قاعدة بيانات برودواي على الإنترنت (الإنجليزية)
- آدم غودلي على موقع قاعدة بيانات الأفلام السويدية (السويدية)
- آدم غودلي على موقع قاعدة بيانات الفيلم (الإنجليزية)
- آدم غودلي على موقع كينوبويسك (الروسية)